# 亨利及合伙人
亨利及合伙人（Henley & Partners）是一家总部位于伦敦的英国投資移民咨询公司，並告知個人客戶如何移民以及遷移企業至外國，或者是向個人客戶告知在瑞士等国家获得居留权可以減少自己的税收。一國政府可能也是亨利与合伙人的客戶，亨利及合伙人會向某國政府告知如何通過投資移民吸引別國人員的財富，甚至幫助該國政府制定和管理投資移民項目 。 亨利護照指數就是由亨利与合伙人發佈的。 

## 历史
1997年，兩家公司合並成亨利及合伙人 
2006年，该公司与圣基茨和尼维斯當局合作，替該國政府販賣該國的公民身份和护照。 